# Scheidt (Wuppertal)
Scheidt ist eine Ortslage im Westen der bergischen Großstadt Wuppertal.

## Lage und Beschreibung
Die Ortslage liegt auf einer Höhe von 196 m ü. NHN in der Nähe der Düsseldorfer Straße am westlichen Rand des Wohnquartiers Varresbeck im Stadtbezirk Elberfeld-West. Benachbarte Ortslagen sind Saurenhaus, Schliepershäuschen, Lohrenbeck, Varresbeck, Lüntenbeck, Oberst und Sandfeld.
Scheidt liegt westlich des Evangelisch-reformierten Friedhofs Krummacherstraße.
Die Herkunft des Namens Scheidt ist nicht genau bekannt. Einen Zusammenhang ist wahrscheinlich auf ‚scheiden‘, ‚Scheide‘ = Grenze zurückzuführen. Neben der Gemarkungsgrenze kann auch eine Wasserscheide gemeint sein.

## Geschichte
Die Ortslage ist aus einem Hof hervorgegangen, der bereits 1559 urkundlich erwähnt wurde. Der Hof gehörte in dieser Zeit zum Höfeverband Elberfeld, der ein Allod des Kölner Erzstifts war und sich im Amt und Kirchspiel Elberfeld befand. Der Hof ist als Scheidt auf der Topographia Ducatus Montani des Erich Philipp Ploennies aus dem Jahre 1715 verzeichnet. Auf der Topographischen Aufnahme der Rheinlande von 1824 ist die Ortslage mit Schutt beschriftet.
1832 gehörte der Scheidt zur Dorper Rotte des ländlichen Außenbezirks des Kirchspiels und der Stadt Elberfeld. Der laut der Statistik und Topographie des Regierungsbezirks Düsseldorf als Weiler kategorisierte Ort wurde als Aufm Scheidt bezeichnet und besaß zu dieser Zeit vier Wohnhäuser und neun landwirtschaftliche Gebäude. Zu dieser Zeit lebten 28 Einwohner im Ort, davon drei katholischen Glaubens und 25 evangelischen Glaubens.
Im Adressbuch von 1850 ist die Ortslage als ‚Scheid‘ notiert. Zwischen 1843 und 1892 entstand südlich des Weilers eine Ziegelei an der Düsseldorfer Straße und erhielt bis 1907 einen eigenen Bahnanschluss von der Bahnstrecke Düsseldorf-Derendorf–Dortmund Süd, der vom Bahnhof Varresbeck ausging. Westlich von Scheidt entstand Mitte der 1890er Jahre der Evangelisch-reformierten Friedhof Krummacherstraße, wobei Gebiete von Scheidt erworben wurden. Zwischen 1927 und 1938 wurde die Ziegelei aufgegeben und der Bahnanschluss überquerte die Düsseldorfer Straße nicht mehr. Zwischen 1974 und 1983 wurde das Gebiet der ehemaligen Ziegelei parzelliert und 1984/85 mit Ein- und Zweifamilienhäuser überbaut.
Eine Straße mit dem Namen Auf dem Scheidt, die von der Düsseldorfer Straße nach Norden zu der Ortslage abzweigt, wurde am 15. Januar 1901 benannt.